# Estado de Aweil
Aweil fue un estado de Sudán del Sur que existió entre el 2 de octubre de 2015 y el 22 de febrero de 2020. Estaba ubicado en la región de Bar el Gazal y limitaba con Gogrial al este, Lol al oeste, Aweil Oriental al norte y Wau al sur. Su capital y ciudad más grande fue Aweil.

## Historia
El área era originalmente parte del estado de Bar el Gazal del Norte. El 2 de octubre de 2015, el presidente Salva Kiir emitió un decreto creando 28 estados en lugar de los 10 estados establecidos constitucionalmente. Los nuevos estados seguían en gran parte líneas étnicas. Varios partidos de oposición y grupos de la sociedad civil impugnaron la constitucionalidad del decreto. Kiir luego resolvió llevarlo al parlamento para su aprobación como enmienda constitucional. En noviembre, el parlamento de Sudán del Sur autorizó al presidente Kiir a crear nuevos estados.
Ronald Ruai Deng fue nombrado gobernador el 24 de diciembre.
El 22 de febrero de 2020, un compromiso llevó al presidente Salva Kiir a revertir los cambios a los diez estados originales. El Estado de Aweil se reincorporó Bar el Gazal del Norte.

## Gobierno
El Estado de Aweil se formó el 2 de octubre de 2015 y adoptó un gobierno similar al gobierno de Sudán del Sur. El primer gobernador del Estado de Aweil fue Ronald Ruai Deng y fue nombrado en su cargo el 24 de diciembre de 2015.

## Geografía

### Divisiones administrativas
Después de la división, el estado de Aweil se dividió aún más en un total de 8 condados, que se crearon en abril de 2016. Los 8 condados estaban formados por lo siguiente:
- Antiguo condado de Aweil Central:
  - Aroyo; sede: Aroyo
  - Bar-mayen; sede: Pongo
- Antiguo condado de Aweil del Sur:
  - Ajak; sede: Malek-Alel
  - Ajuet; sede: Ron-Tiit
  - Buoncuai; sede: Akoc
  - quimel; sede: Udhum
  - Kongder; sede: Gakrol
  - mayom bien; sede: Mayom Wel

Junto a la creación de los 8 condados, el estado de Aweil también contenía el municipio de Aweil.